# 혼토노지분
《진정한 자신》(일본어: ホントのじぶん 혼토노지분[*])는 츠구나가 모모코&나츠야키 미야비(Berryz코보), 스즈키 아이리(℃-ute)의 3명이 있는 유닛 Buono!의 데뷔 싱글이자 1번째 싱글이다.

## 해설
첫 번째 곡 〈진정한 자신〉은 텔레비전 애니메이션 《캐릭캐릭 체인지》의 엔딩곡이고 두 번째 곡인 〈마음의 알〉은 《캐릭캐릭 체인지》의 오프닝곡이다.
한프로그램에서 이싱글 멤버를 소개할때는 그룹영상과 개인사진과 함께 Berryz코보로부터 츠구나가 모모코와 나츠야키 미야비, ℃-ute로부터 스즈키 아이리라고 소개가 된다. 현재는 3명은 헬로! 프로젝트OG멤버이다.
타이틀곡:진정한 자신에는 츠구나가 모모코와 나츠야키 미야비와 동갑인야지마 마이미와 스즈키 아이리와 동갑인오카이 치사토가 우정출현을 했다.
리드보컬은 나츠야키 미야비이다.

## 수록곡
1. 진정한 자신(ホントのじぶん) 
 (작사: 이와사토 유호 작곡: 키노시타 요시유키 편곡: 니시카와 스스무)
2. 마음의 알(こころのたまご 고코로노타마고[*]) 
 (작사: 카와카미 나츠키 작곡: 무라마츠 테츠야 편곡: 아베 쥰)
3. 진정한 자신(ホントのじぶん) (Instrumental)
4. 마음의 알(こころのたまご) (Instrumental)